# Kees Sorgdrager
Kees Sorgdrager (Haarlem, 6 augustus 1936 – Amsterdam, 1 augustus 2017), ook wel Cees Sorgdrager, was een Nederlands journalist en presentator.

## Loopbaan
Sorgdrager ging naar de hbs en studeerde enige tijd medicijnen. Hij rondde dit niet af en begon een journalistieke carrière bij het Haarlems Dagblad. In 1967 ging hij bij de televisie werken, waar hij een kunstprogramma produceerde, maar al snel aan de slag ging bij de parlementaire verslaggeving van onder meer Den Haag Vandaag. Hij was redacteur en jarenlang een van de presentatoren. Hij werd er bekend van enkele grote actualiteiten die hij versloeg, waaronder het Watergateschandaal en de RSV-affaire.
In 1986 verliet hij het programma na een conflict met Ferry Mingelen. Vanaf 1989 was hij vaste medewerker bij het radioprogramma Met het Oog op Morgen en hij maakte enige tijd een wekelijkse column voor OVT. Hij was regelmatig te gast bij diverse actualiteiten programma's om de politiek te duiden. In 1996 ging Sorgdrager met vervroegde uittreding. In 2002 publiceerde hij een verzameling columns onder de titel De bolhoed van Piet de Jong.
Sorgdrager werd geroemd om zijn interviews en zijn afwijzing van al te innige banden tussen parlementair journalisten en politici; zelf verscheen hij niet op recepties en feestjes georganiseerd door zijn onderwerp. In 2017 overleed hij in zijn woning te Amsterdam.

## Trivia
Kees Sorgdrager was een achterneef van minister Winnie Sorgdrager. Zijn overgrootvader was haar betovergrootvader.